# Raymond du Puy
Raymond du Puy (c. 1080 - 1160 ) foi o segundo Grão-Mestre da Ordem dos Cavaleiros de São João de Jerusalém também conhecida por Ordem do Hospital, Ordem de S. João de Rodes, etc.), e o primeiro a receber este título.
Sob seu governo foram publicados os primeiros estatutos da Ordem
Seus membros foram divididos de acordo com suas funções: com base nas três classes de Idade Média,  
- Combatentes.
- Capelães.
- Trabalhadores.

Também durante sua administração se adotou a cruz de duas pontas, que é um símbolo da Ordem de Malta. Ele estava presente no cerco de Ascalão no Egito em 1153.
Ele estava a 40 anos dirigindo a ordem na época de sua morte, foi sucedido por Auger de Balben ((1160-1163)).